# Ernst Meili (Physiker)
Ernst Meili (* 29. September 1913 in Zürich, heimatberechtigt ebenda; † 13. August 2006 in Küsnacht ZH) war ein Schweizer Physiker und Unternehmer.
Meili war Entwickler von Ionisationsrauchmeldern und machte die Firma Cerberus AG zu einem weltweit führenden Unternehmen im Bereich Brandmeldeanlagen.

## Leben
Ernst Meilis Eltern waren Heinrich Meili (1869–1956) und Elise Meili, geborene Käser (1880–1946). Die Familie lebte in bescheidenen Verhältnissen. Ernst Meili wuchs als jüngster von drei Brüdern auf und besuchte die Primar- und Sekundarschule in Zürich. Anschliessend absolvierte er die Oberrealschule mit Maturitätsabschluss in 1932. Es folgte ein Studium an der Abteilung für Mathematik und Physik an der ETH Zürich, welches er 1937 als Diplomphysiker an der neugegründeten Abteilung für Technische Physik abschloss. Dann wurde er ein Jahr lang Assistent von Fritz Fischer. Zu jener Zeit konnte er noch keine Dissertation im Rahmen einer bezahlten Assistenztätigkeit bei Fritz Fischer erarbeiten. Anstelle trat er in die Firma Telefunken AG in Zürich ein, gefolgt von einer Tätigkeit für das Jungunternehmen Hofrela AG. Während des Zweiten Weltkrieges trat er 1941 als Technischer Leiter und Mitinhaber in die von Walter Jäger, einem Studienkollegen bei Fritz Fischer, neugegründete Firma Cerberus GmbH im ehemaligen Hotel Bristol in Bad Ragaz ein. Neben seiner beruflichen Tätigkeit setzte er 1942 das Studium an der ETHZ fort. Wegen seines Militärdienstes als Offizier der Schweizer Milizarmee und der Dissertation musste er die Arbeit bei der Firma Cerberus teilweise unterbrechen. Mit der Dissertation Über die Charakteristik der Townsend-Entladung und deren Beeinflussung durch Bestrahlen der Kathode promovierte er 1945 bei Franz Tank. Diese Arbeit hatte direkten Bezug zu einem wesentlichen Element von Ionisationsbrandmeldern (Glimmrelais, einer Triode mit kalter Kathode), welche bei der Firma Cerberus in Entwicklung waren. Kinderkrankheiten bei den neuartigen Brandmeldern und eine Verzettelung durch parallel entwickelte andere Produkte führten zu einem finanziellen Engpass der noch jungen Firma mit ihren 25 Mitarbeitern. Als Geldgeber und neuer Mehrheitsaktionär konnte 1944 die Elektrowatt AG in Zürich gewonnen werden. Nach Abschluss des Studiums übernahm Meili 1946 die Gesamtleitung der Firma Cerberus, nachdem Firmengründer Walter Jäger wegen einer notwendig gewordenen Reorganisation die Geschäftsführung abgeben musste. Die Entwicklung von Feuermeldern mit Ionisationsröhren erfolgte über Weiterentwicklung der Produkte F1 über F2, bis mit der Serie F3 der Durchbruch ab 1951 gelang. Zur Vermarktung musste Cerberus Vertretungsverträge mit geeigneten Firmen in unterschiedlichen Ländern eingehen.
Um die zunehmende Nachfrage befriedigen zu können, errichtete die Firma Cerberus AG 1958 in Männedorf, Zürich, eine neue Fabrik. Der Firmensitz wurde ebenfalls dorthin verlegt. Um Mitarbeitern den Umzug zu erleichtern, wurden günstige Wohnungen durch eine soziale Baugenossenschaft bereitgestellt. Meili war zumindest in der Schweiz ein Pionier der Erfolgsbeteiligung der Mitarbeitenden, welche er ab 1961 einführte. Ab 1960 war Meili Minderheitsaktionär neben Elektrowatt. Als sich der Ersatz von Elektronenröhren durch Transistoren abzeichnete, liess Meili transistorisierte Brandmelder entwickeln, welche ab 1967 in Fabrikation gingen.
Bis zu seinem altersbedingten Rücktritt als Delegierter des Verwaltungsrates Ende 1978 war Meili Dreh- und Angelpunkt der Firma Cerberus. Sein Nachfolger in der Geschäftsleitung wurde Hugo Tschirky. Das Unternehmen zählte beim Rücktritt von Meili über 1000 Mitarbeiter. Meili blieb Verwaltungsrat und Berater von Cerberus AG, welche weltweit rund 5 Millionen Cerberus-Ionisationsfeuermelder installiert hatte, davon 1,5 Millionen in Japan.
Die Firma Cerberus wurde 1998 in Siemens Building Technologies integriert.
Er war mit Anne-Marie, geborene de Quervain, seit 1951 verheiratet und hatte drei Söhne, welche als Gebrüder Meili die bedeutende Erbschaft ihres Vaters in die Firma Datuma AG einbrachten.

## Weitere Tätigkeiten
- 1970: Mitgründer der Europa Verband Elektronische Brandschutz- und Sicherheitsindustrie (EURALARM)
- 1972 bis 1978: Präsident der Vereinigung Schweizerischer Hersteller von Brandmeldeanlagen (VSHB)[3]
- In der Schweizer Armee Oberst der Übermittlungstruppen.[9]

## Veröffentlichungen
- Ionisationsfeuermelder. Sonderdruck SEV-Bulletin Nr. 23/1952
- Mein Leben mit Cerberus. Erreichtes und Unerreichtes, Stäfa, 1985